# The Temple at Thatch

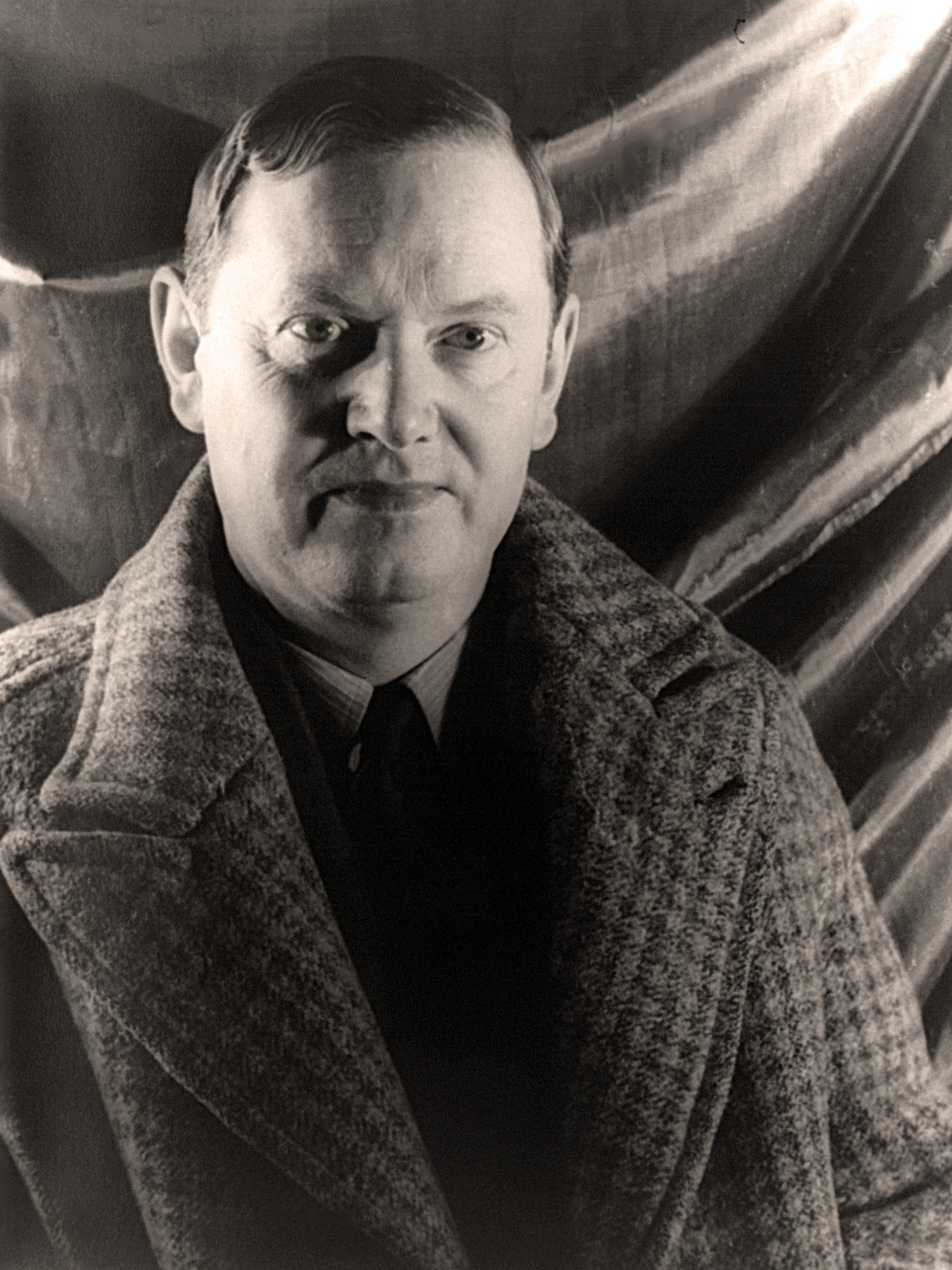
Evelyn Waugh, en la altura de su carrera como novelista

The Temple at Thatch fue una novela inédita del autor británico Evelyn Waugh, su primer intento adulto de ficción de larga duración. Comenzó a escribirlo en 1924 al final de su último año como estudiante en Hertford College, Oxford, y continuó trabajando en él intermitentemente en los siguientes 12 meses. Después de que su amigo Harold Acton comentó desfavorablemente sobre el borrador en junio de 1925, Waugh quemó el manuscrito. En un ataque de desaliento por esta y otras decepciones personales, comencé un intento de suicidio antes de experimentar lo que denominé "un fuerte retorno al buen sentido"..
En ausencia de un manuscrito o texto impreso, la mayoría de la información sobre el tema de la novela proviene de las entradas del diario de Waugh y sus recuerdos posteriores. La historia era evidentemente semi-autobiográfica, basada en las experiencias de Waugh en Oxford. El protagonista era un estudiante de pregrado y los temas principales de la obra eran la locura y la magia negra. Algunas de las ideas de la novela pueden haber sido incorporadas al primer trabajo de ficción publicado comercialmente de Waugh, su cuento de 1925 "The Balance", que incluye varias referencias a una casa de campo llamada "Thatch" y está parcialmente estructurado como un guion cinematográfico, aparentemente fue la novela perdida. "The Balance" contiene personajes, quizás trasladados desde The Temple at Thatch, que aparecen por nombre en la ficción posterior de Waugh.
La ficción posterior de Waugh.
El juicio severo de Acton no disuadió a Waugh de su intención de ser escritor, pero afectó su creencia de que podría tener éxito como novelista. Durante un tiempo, desvió su atención de la ficción, pero con la recuperación gradual de su confianza en sí mismo, pudo completar su primera novela, Decline and Fall, que se publicó con gran éxito en 1928.

## De fondo

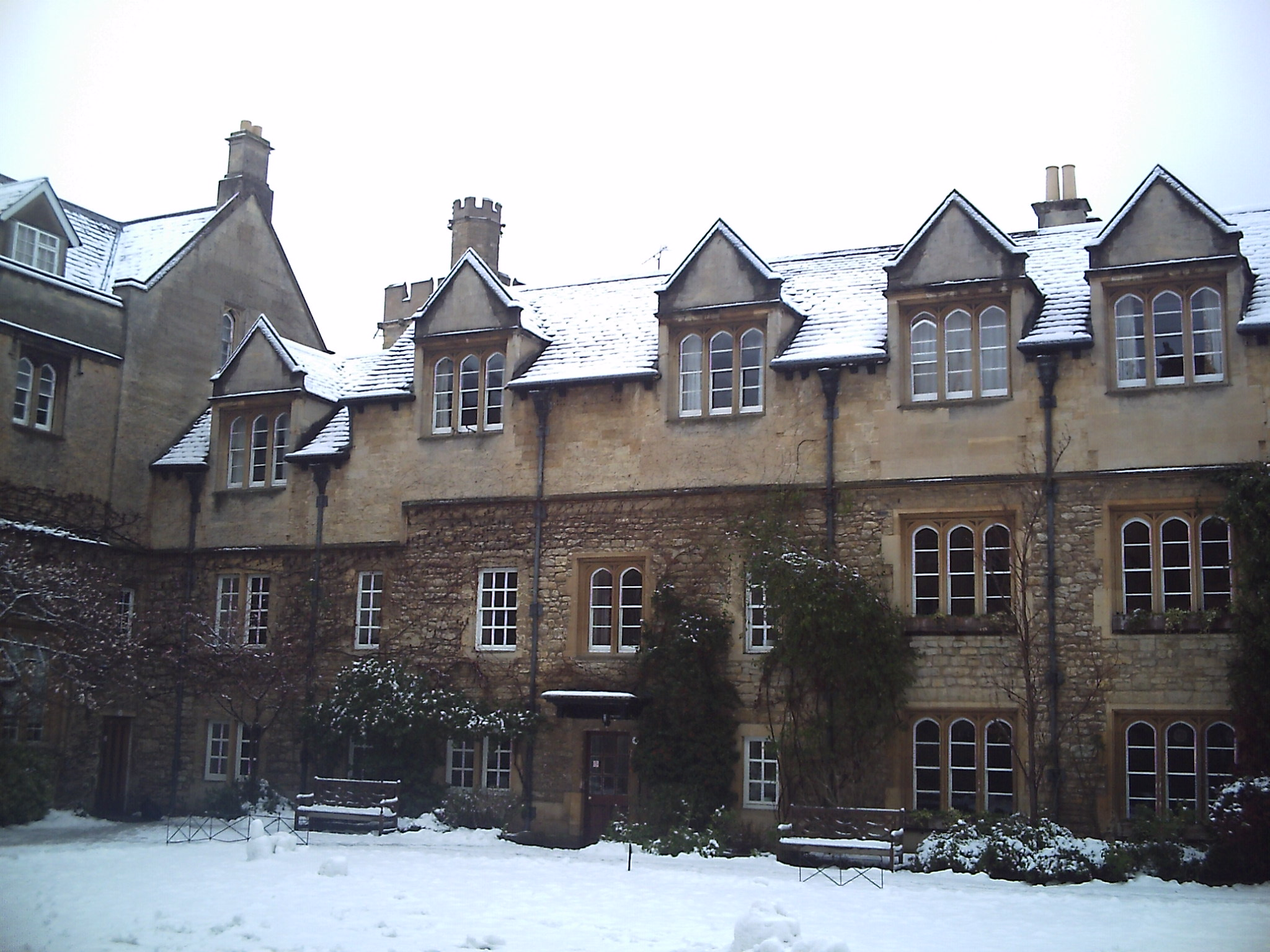
Hertford Universidad, Oxford, donde Evelyn Waugh concibió la idea del Templo en Thatch en el año 1924

El pedigrí literario de Evelyn Waugh era fuerte. Su padre, el editor Arthur Waugh (1866-1943), fue un respetado crítico literario de The Daily Telegraph; su hermano mayor Alec (1899-1981) fue un novelista exitoso cuyo primer libro, The Loom of Youth, se convirtió en un controvertido éxito de ventas en 1917. Evelyn escribió su primera historia actual, "The Curse of the Horse Race", en 1910, cuando tenía siete años. antiguo. En los años previos a la Primera Guerra Mundial ayudó a editar y producir una publicación escrita a mano llamada The Pistol Troop Magazine, y también escribió poemas. Más tarde, como un escolar en Lancing College, escribió una parodia del estilo de Katherine Mansfield, titulado "The Twilight of Language". También intentó escribir una novela, pero pronto la abandonó para concentrarse en una obra de teatro escolar, Conversión, que se representó antes de la escuela en el verano de 1921. El pedigrí literario de Evelyn Waugh era fuerte. Su padre, el editor Arthur Waugh (1866-1943), fue un respetado crítico literario de The Daily Telegraph; su hermano mayor Alec (1899-1981) fue un novelista exitoso cuyo primer libro, The Loom of Youth, se convirtió en un controvertido éxito de ventas en 1917. Evelyn escribió su primera historia actual, "The Curse of the Horse Race", en 1910, cuando tenía siete años. antiguo. En los años previos a la Primera Guerra Mundial ayudó a editar y producir una publicación escrita a mano llamada The Pistol Troop Magazine, y también escribió poemas. Más tarde, como un escolar en Lancing College, escribió una parodia del estilo de Katherine Mansfield, titulado "El ocaso del lenguaje". También intentó escribir una novela, pero pronto la abandonó para concentrarse en una obra de teatro escolar, Conversión, que se representó antes de la escuela en el verano de 1921.
En Hertford Universidad, Oxford, donde Waugh llegado en enero de 1922 para estudiar historia,  devenga parte  de un círculo que inclusivamente un número de críticos y escritores futuros de eminencia—Harold Acton, Christopher Hollis, Anthony Powell y Cyril Connolly, entre otros. Él también formado amistades personales cercanas con aristocráticos y cerca-aristocráticos contemporaries como Hugh Lygon y Alastair Graham, cualquiera de quien puede haber sido modelos para Sebastian Flyte en Waugh  novela más tardía Brideshead Revisited. De tales compañeros Waugh adquiridos la fascinación con la aristocracia y el país alberga que  embellish mucho de su ficción. En Oxford Waugh  poco trabajo y se dedicó en gran parte a placeres sociales: "El registro de mi vida allí es esencialmente un catálogo de amistades". Aun así,  desarrolle una reputación como artista gráfico hábil, y contribuyó artículos, revisiones y cuentos a ambos las revistas universitarias principales, Isis y Cherwell.
Uno de la Isis historias, "Unacademic Ejercicio: Una Historia de Naturaleza",  describe el rendimiento de una ceremonia mágica por qué un undergraduate está transformado por sus socios a un hombre lobo. Waugh  interés en el occult es más allá demostrado por su implicación, en el verano de 1924, en una película amateur tituló 666, en qué él ciertamente aparecido y cuál  pueda haber escrito. Aparece a ha sido en un estado de alguna confusión mental o confusión; el escritor Simon Whitechapel cita una letra de Waugh a un amigo, escrito en este tiempo: " he sido viviendo muy intensely las últimas tres semanas. Para la quincena pasada he sido casi demente. Soy un poco saner ahora." Aun así, más los becarios toman esto como referir a Waugh  homosexualidad más que magia negra.

## Composición
El registro más temprano de Waugh  intención para intentar una novela aparece en una letra mayo datado 1924, a su schoolfriend Dudley Carew. Waugh Escribe: "Bastante pronto  voy a escribir un poco libro. se va a apellidar El Templo en Thatch y será todo sobre mágico y locura". Este proyecto de escritura puede haber sido una reacción  a Waugh  circunstancias inmediatas;  sea en las últimas semanas de su Oxford carrera, contemplando fracaso en sus exámenes e irritados por el hecho que la mayoría de su contemporaries aparecido para ser en el verge de carreras brillantes. El  22 de junio de 1924  gaste tiempo saliendo la parcela, una continuación del tema sobrenatural explorado en "Unacademic Ejercicio". La premisa básica era un undergraduate heredando una casa de país del cual nada quedó excepto una locura de 18.º siglos, donde  instale casa y magia negra practicada.
| "Death is the sad estranger of acquaintance, the eternal divorcer of marriage, the ravisher of the children from their parents, the stealer of parents from the children, the interrer of fame, the sole cause of forgetfulnesse, by which the living talk of those gone away as of so many shadows, or fabulous Paladins"—Thomas Drummond of Hawthornden, "A Cypress Grove". |

Waugh  el diario indica que  empiece escribir la historia el 21 de julio, cuándo  complete unas páginas de docena del primer capítulo; piense que sea "bastante bueno". Aparece para tener hecho ningún más trabajo en el proyecto hasta septiembre temprano, cuándo él confides a su diario que  es "en peligro serio de devenir atenúa", y expresa dudas que lo nunca será acabado. Aun así, Waugh aparentemente inspiración fresca encontrada después de leer Un Ciprés  Grove, un ensayo por el 17.º-siglo Scots poeta William Drummond de Hawthornden, y considerado retitling su historia El Fabulous Paladines después de un paso en el ensayo.
El otoño de 1924 estuvo gastado en gran parte en la búsqueda de placer hasta que, poco antes Navidad, la necesidad de prensado para ganar el dinero dirigió Waugh para solicitar enseñando trabajos en colegios privados. Su entrada de diario para 17 de diciembre de 1924 registros: "escritura Quieta fuera de letras en elogio de yo para ocultar colegios privados, y todavía intentando para reescribir El Templo". Finalmente asegure un trabajo cuando maestro de ayudante en Arnold Alberga Escuela Preparatoria en Denbighshire, Gales Del norte, en un salario de £160 un año, y Londres izquierdo el 22 de enero para tomar arriba de su correo, llevando con él el manuscrito del Templo.
Durante su primer plazo en Arnold Casa Waugh encontró pocas oportunidades de continuar su escritura. Esté cansado por el fin del día, su interés en El Templo flagged, y de vez en cuando su atención vagó a otros temas;  contemple un libro en Silenus, pero  admita que  "pueda o poder no ... Ser escrito". Después del Easter vacaciones  sienta más positivamente sobre El Templo: " estoy haciendo el primer capítulo una película de cine, y ha sido escribiendo furiosamente nunca desde entonces. Honestamente creo que  va a ser bastante bueno". Él a veces trabajado en el libro durante clases, diciendo cualesquier chicos quién osó para preguntar qué  haga que  escriba una historia del Eskimos. Por junio  sienta bastante seguro para enviar el primeros pocos capítulos a su Oxford amigo Harold Acton, "pidiendo crítica y esperando para elogio". Más temprano que año Waugh había comentado calurosamente en Acton  libro de poemas, Un Asno indio, "el cual trajo memorias posteriores de una vida [en Oxford] infinitamente remoto".

## Rechazo
Mientras esperando a Acton  respuesta, Waugh oyó que su hermano Alec había arreglado un trabajo para él basado en Pisa, Italia, cuando secretario al escritor escocés Charles Kenneth Scott Moncrieff quién trabajaba en la primera traducción inglesa de la secuencia novel de Marcel Proust À la recherche du temps perdu. Waugh promptly Dimitió su posición en Arnold Casa, en anticipación de "un año en el extranjero bebiendo Chianti debajo árboles de oliva." Entonces vino Acton  "educado pero chilling" respuesta al Templo en Thatch. Esta letra no ha sobrevivido; su wording estuvo recordado por Waugh 40 años más tarde, en su biografía Un Poco Aprendizaje. Acton Escribió que la historia era "demasiado inglesa para mi gusto exótico ... Demasiado nid-asintiendo con la cabeza sobre portuario."  Recomiende, facetiously, que el libro ser imprimido "en unas cuantas copias elegantes para los amigos a quién le encantas", y dio una lista del menos elegante de su mutuo acquaintances. Muchos años más tarde Acton escribió de la historia: " sea un aireado Firbankian bagatela, totalmente indigno de Evelyn, y brutalmente le dije tan.  Sea un misfired jeu d'esprit.[n 2]
Waugh  No consulta el juicio de su amigo, pero tomó su manuscrito a la escuela  furnaces y unceremoniously quemado lo. Inmediatamente después  reciba el noticioso que el trabajo con Scott Moncrieff había ido al traste. El golpe doble afectó Waugh severamente;  escriba en su diario en julio: "La frase 'el fin del tether' besets me con unshakeable persistencia". En su biografía Waugh escribe: " bajé sólo a la playa con mis pensamientos llenos de muerte. Saqué mi ropa y empezó nadar fuera a mar. Realmente me pretendo inundar? Aquello era ciertamente en mi mente". Deje una nota con su ropa, una mención de Euripides sobre el mar que lava fuera todo humano ills. Manera a escasa fuera, después de ser stung por medusas,  abandone el intento, ronda girada y nadó atrás a la orilla. Él  no, aun así, retirar su dimisión de la escuela, regresando en cambio a Londres.

## "El Equilibrio"
A pesar de que  haya destruido su novela, Waugh todavía pretendido para ser un escritor, y en el verano tardío de 1925 completó historia a escasa, llamó "El Equilibrio". Esto devenía su primer trabajo comercialmente publicado cuándo Chapman y Sala, donde su padre era director gestor , incluyó él en colección de historias a escasas el año siguiente.[n 3] "El Equilibrio" tiene no temas mágicos, pero en otros aspectos tiene referencias claras al Templo en Thatch. Ambos trabajos haber Oxford encuadres, y el cuento está escrito en el formato de guion de la película que Waugh ingeniado para el primer capítulo de la novela.
Hay varias referencias en "El Equilibrio" a una casa de país llamó "Thatch", aunque esto es un plenamente funcionando establecimiento en la manera de Brideshead más que una locura arruinada. Imogen Búsqueda, la novia del protagonista Adam, vidas en Thatch; una acuarela de la casa está mostrada en Adam  undergraduate  habitaciones; el fin de la historia describe un partido de casa en Thatch, durante qué el chisme de huéspedes maliciously aproximadamente Adam. La Búsqueda "de Imogen de los nombres" y "Adam" estuvieron utilizados por Waugh varios años más tarde en sus Cuerpos Viles noveles, dirigiendo a especulación cuando a si estos nombres, gusta que de la casa, originado en El Templo en Thatch.

## Después
Acton  despido del Templo en Thatch había hecho Waugh nervioso de su potencial como un escritor imaginativo—él deferred a Acton  juicio encima todos los asuntos  literarios—y él  no hoy por hoy intentan para escribir otra novela. Después de "El Equilibrio"  escriba un artículo humorístico, "Noah, o el Futuro de Intoxicación", el cual era primero aceptado y entonces rehusado por los editores Kegan Paul. Aun así, la historia a escasa llamó "Una Casa de Suave Folks", estuvo publicado en El Nuevo Decameron: El Quinto Día, editado por Hugh Chesterman (Oxford: Albahaca. Blackwell, 1927). Después, para un tiempo, Waugh se dedicó a no-fictional trabajo.  Un  ensayo en el Pre-Raphaelites estuvo publicado en una edición limitada por Waugh  amigo Alastair Graham; esto dirigió a la producción de un libro de longitud llena, Rossetti, Su Vida y Trabajos, publicados en 1928.
El deseo de escribir la ficción persistió, aun así, y en el otoño de 1927 Waugh empezó un cómic novel cuál  titule Picaresco: o el Haciendo de un Englishman. Las primeras páginas estuvieron leídas a otro amigo, el novelista futuro Anthony Powell, quién les encontró muy divirtiendo, y estuvo sorprendido cuándo Waugh le dijo, justo antes de que Navidad, que el manuscrito había sido quemado. Esto no fue de hecho el caso; Waugh meramente había puesto el trabajo aparte. Temprano en 1928  escriba a Harold Acton, preguntando si o no  lo tenga que acabar. En esta ocasión Acton era lleno de elogio; Waugh resumed trabajo, y completó la novela por abril 1928. Esté publicado más tarde que año bajo un título nuevo, Disminución y Caída.
 

Según su biógrafo reciente Paula Byrne, Waugh había "encontrado su vocación como escritor, y sobre el próximo pocos años su carrera aumentaría espectacularmente." El Templo de Thatch era deprisa olvidado, y tan Whitechapel puntos fuera, ha fallado para despertar mucho interés subsiguiente de becarios. Whitechapel, aun así, lo considera una pérdida a literatura, y añade: "Si o no  empareje la calidad de su segunda novela, Disminución y Caída, si  sea todavía extant lo no podría fallar para ser de interesar a ambos becarios y lectores generales."
1. ↑  Stannard, Martin (2004). «Evelyn Arthur St John Waugh». Oxford Dictionary of National Biography. Consultado el 9 de junio de 2010.
2. ↑  Hastings, p. 484
3. ↑  Waugh (A Little Learning), p. 190
4. ↑  «Adam and Evelyn: The Balance, The Temple at Thatch and 666». Evelyn Waugh Newsletter and Studies (Leicester: University of Leicester) 33 (2). 2002. Consultado el 7 de mayo de 2016.
5. ↑  Amory, p. 12
6. ↑  Hastings, p. 114
7. ↑  Stannard (1993), pp. 93 and 98
8. ↑  Drummond, "A Cypress Grove". The Hawthornden Press, 1919, p. 22
9. ↑  Davie, p. 169
10. ↑  Davie, pp. 176–77
11. ↑  Hastings, p. 122
12. ↑  Stannard (1993), p. 105
13. ↑  Davie, p. 199
14. ↑  Garnett, pp. 30–33
15. ↑  Byrne, pp. 79–80
16. ↑  Sykes, p. 61
17. ↑  Waugh (A Little Learning), pp. 228–30
18. ↑  Amory, p. 23
19. ↑  Davie, p. 212
20. ↑  Stannard (1993), p. 112
21. ↑  Hastings, p. 135 (note)
22. ↑  Davie, p. 213
23. ↑  Stannard, pp. 114–15
24. ↑  Hastings, p. 145
25. ↑  Byrne, p. 82
26. ↑  Stannard (1993), p. 148
27. ↑  Stannard (1993), pp. 129–31
28. ↑  Slater, p. 593
29. ↑  Sykes, pp. 80–83
30. ↑  Powell, p. 22
31. ↑  Hastings, pp. 167 and 170
32. ↑  Byrne, p. 103